# Йозеф Кристиан Франц фон Хоенлое-Валденбург-Бартенщайн
Йозеф Кристиан Франц фон Хоенлое-Валденбург-Бартенщайн (на немски: Joseph Christian Franz zu Hohenlohe-Waldenburg-Bartenstein; * 6 ноември 1740, Бартенщайн; † 21 януари 1817, дворец Йоханесберг, Яворник, Бохемия) е принц от Хоенлое-Валденбург-Бартенщайн и от 1795 до 1817 г. последният княжески епископ на Бреслау/Вроцлав в Полша.

## Биография
Той е третият син на княз Карл Филип Франц фон Хоенлое-Бартенщайн (1702 – 1763) и съпругата му ландграфиня София Доротея Вилхелмина Фридерика фон Хесен-Хомбург (1714 – 1777). Един от братята му е княз Лудвиг Карл Франц Леополд фон Хоенлое-Валденбург-Бартенщайн (1731 – 1799).
Йозеф е домхер в Кьолн, Щрасбург и Залцбург. По препоръка на пруския крал Фридрих II той става през 1781 г. домхер в Бреслау, където на 12 ноември 1787 г. се издига до коадютор и през 1789 г. до домпропст. На 3 август 1789 г. става епископ на Лерус (в Родос) и на 27 септември 1789 г. е помазан за такъв.
На 5 януари 1795 г. Йозеф Кристиан Франц е избран за епископ на Бреслау. След пожар той отново строи епископската резиденция.
От 1776 г. той е член на масонската ложа Strikten Observanz в Бон. След смъртта му той е погребан в гробището в Яворник.

## Галерия
- Портрет на Йозеф Кристиан Франц
- Гробът на епископ Хоенлое-Валденбург-Бартенщайн в Яворник